# Inga Stasiulionytė
Inga Stasiulionytė (ur. 29 czerwca 1981 w Wilnie) – litewska lekkoatletka specjalizująca się w rzucie oszczepem.
Zdobyła srebrny medal na Igrzyskach Małych Państw Europy 2013 i Igrzyskach Małych Państw Europy 2015 reprezentując Monako.
Stasiulionytė zajęła szóste miejsce na Mistrzostwach Europy Juniorów w 1999 i siódme na Uniwersjadzie Letniej w 2005. Startowała na Mistrzostwach Świata w 2005 i Igrzyskach Olimpijskich w 2008, bez osiągnięcia finału.
Jej osobisty rekord to 62,27 m, osiągnięte w lipcu 2005 roku w Kownie.

## Życiowe osiągnięcia
- Litwa
  - Mistrzostwa Europy Juniorów w Lekkoatletyce 1999 — 6. miejsce[3]
  - Mistrzostwa Świata Juniorów w Lekkoatletyce 2000 — 16. miejsce[4]
  - Młodzieżowe Mistrzostwa Europy w Lekkoatletyce 2003 — 14. miejsce[5]
  - Mistrzostwa Świata w Lekkoatletyce 2005 — 25. miejsce
  - Letnia Uniwersjada 2005 — 7. miejsce
  - IO 2008 — 32. miejsce
- Monako
  - Igrzyska Małych Państw Europy 2013 — 2. miejsce